# مسجد زالخان (أرمينيا)
مسجد زالخان (بالأرمنية: Զալխանի մզկիթ): كان مسجدًا في يريفان، يقع في حي "شهر Shahar".

## التاريخ
كانت تقع بين نجدي غالا وكوند (تبه باشي) في يريفان. يُعتقد أن مسجد زالخان تم بناؤه في الفترة ما بين 1649 و1685. كُتب على المسجد بالأبجدية العربية باللغة التركية أن المسجد بُني في 1687. يُعتقد أن مسجد المدينة تم بناؤه بعد زلزال 1679. في 1928، تم هدم القاعة الكبرى في مسجد المدينة وتم بناء فندق يريفان في مكانها.[بحاجة لمصدر] بعد إعادة الإعمار في 1999، أصبح الفندق يسمى الآن فندق جولدن توليب يريفان.[بحاجة لمصدر] تشير وثيقة أرشيفية من 1949 محفوظة في أرشيف الدولة لجمهورية أذربيجان إلى أن مسجد زالخان كان يستخدم كقاعة عرض.[بحاجة لمصدر] تم تغيير غرض مدرسة مسجد زالخان، التي هي مبنى ذو طابقين والعديد من الحجرات، بعد الحرب العالمية الثانية.[بحاجة لمصدر] في الوقت الحاضر، تقع قاعة العرض التابعة لبيت الفنانين في ذلك المبنى.